# Riding A Unicorn
Riding a Unicorn (Japans: ユニコーンに乗って, Yunikōn ni Notte) is een Japanse romantische dramaserie uit 2022. De serie werd in Japan vanaf 5 juli 2022 uitgezonden door het netwerk TBS en eindigde op 6 september 2022 na één seizoen van tien afleveringen.

## Inhoud
Riding a Unicorn speelt zich af in Tokio en volgt het verhaal van Narukawa Sana, een ambitieuze jonge vrouw die op 23-jarige leeftijd de startup Dream Pony opricht, een educatieve app gericht op gelijke onderwijskansen voor iedereen. Gedreven door haar idealen en ondernemerszin streeft ze ernaar om van haar bedrijf een zogenoemde "unicorn" te maken: een startup met een waarde van meer dan een miljard dollar.
Terwijl Sana met haar team werkt aan de groei van het bedrijf, worstelt ze met afnemende gebruikersaantallen en investeerders die hun interesse verliezen. In deze periode komt de veel oudere, rustige maar ongebruikelijke zakenman Kotori Satoshi bij het team. Hoewel hij geen ervaring heeft met technologie of startups, brengt zijn levenservaring en empathisch leiderschap een frisse wind binnen het bedrijf.
Ondertussen is mede-oprichter Ko Suzaki al jaren heimelijk verliefd op Sana. Zijn gevoelens, gecombineerd met de opbloeiende band tussen Sana en Kotori, zorgen voor subtiele spanningen en een complexe driehoeksverhouding. Terwijl het team obstakels overwint, groeit ook het onderlinge vertrouwen en ontvouwt zich een verhaal over ambitie, liefde en volwassen worden zowel persoonlijk als professioneel.

## Rolverdeling

### Hoofdrollen
- Mei Nagano als Narukawa Sana. Een gedreven jonge onderneemster die haar eigen educatieve startup, Dream Pony, leidt. Ze is ambitieus, analytisch en idealistisch, maar worstelt soms met sociale relaties en het tonen van haar kwetsbaarheid.
- Hidetoshi Nishijima als Kotori Satoshi. Een zachtaardige en wat ouder wordende man die na jarenlang traditioneel kantoorwerk terechtkomt bij een moderne tech-startup. Ondanks zijn gebrek aan technologische kennis, weet hij met zijn kalme aanwezigheid en mensenkennis het team te inspireren.
- Yosuke Sugino als Ko Suzaki. Medewerker van Dream Pony en Sana’s trouwe rechterhand sinds de oprichting. Hij is technisch begaafd en voelt zich al lange tijd aangetrokken tot Sana, maar durft zijn gevoelens nauwelijks te uiten.
- Thelma Aoyama als Megumi. Een energieke en creatieve teamlid van Dream Pony. Ze draagt bij aan de vormgeving van de app en ondersteunt Sana’s visie, terwijl ze ook haar eigen weg zoekt binnen het bedrijf.